# سیارک ۲۶۴۹۸
سیارک ۲۶۴۹۸ (به انگلیسی: 26498 Dinotina، نامگذاری:2000CV1) بیست و شش هزار و چهارصد و نود و هشتمین سیارک کشف شده‌است که در ۴ فوریه ۲۰۰۰ کشف شد.
قدر مطلق سیارک برابر ۲۶.۹ است.